# Абатство Камбр
Абатство Камбр (нід. Abdij Ter Kameren, фр. Abbaye de la Cambre) — колишній цистеріанський монастир у Бельгії. Засновано 1201 року, закрито 1796 року. Біля монастиря приблизно в XIII столітті виникло село Іксель, що входить до складу Брюссельського столичного регіону.

## Історія
Абатство було засноване 1201 року як жіночий цистеріанський монастир на території, наданій герцогом Брабанту Генрихом І. До кінця XIII століття монастир перетворився на доволі заможну установу. Під час релігійних воєн, що відбулися в XVI столітті, католицька церква монастиря була зруйнована, а монахині вимушені були покинути його в період між 1581—1599 роками. Вони повернулися сюди 1635 року.
1796 року, під час Французької революції, монастир було закрито назавжди. Будівлі монастиря після його закриття використовувалися в різний час для військового училища, бавовнопрядні, богадільні. Сьогодні тут розміщені Національний географічний інститут (фр. Institut géographique national) і Вища національна школа архітектури й образотворчого мистецтва (фр. École nationale supérieure d'architecture et des Arts visuels).